# Adam Matuszczak

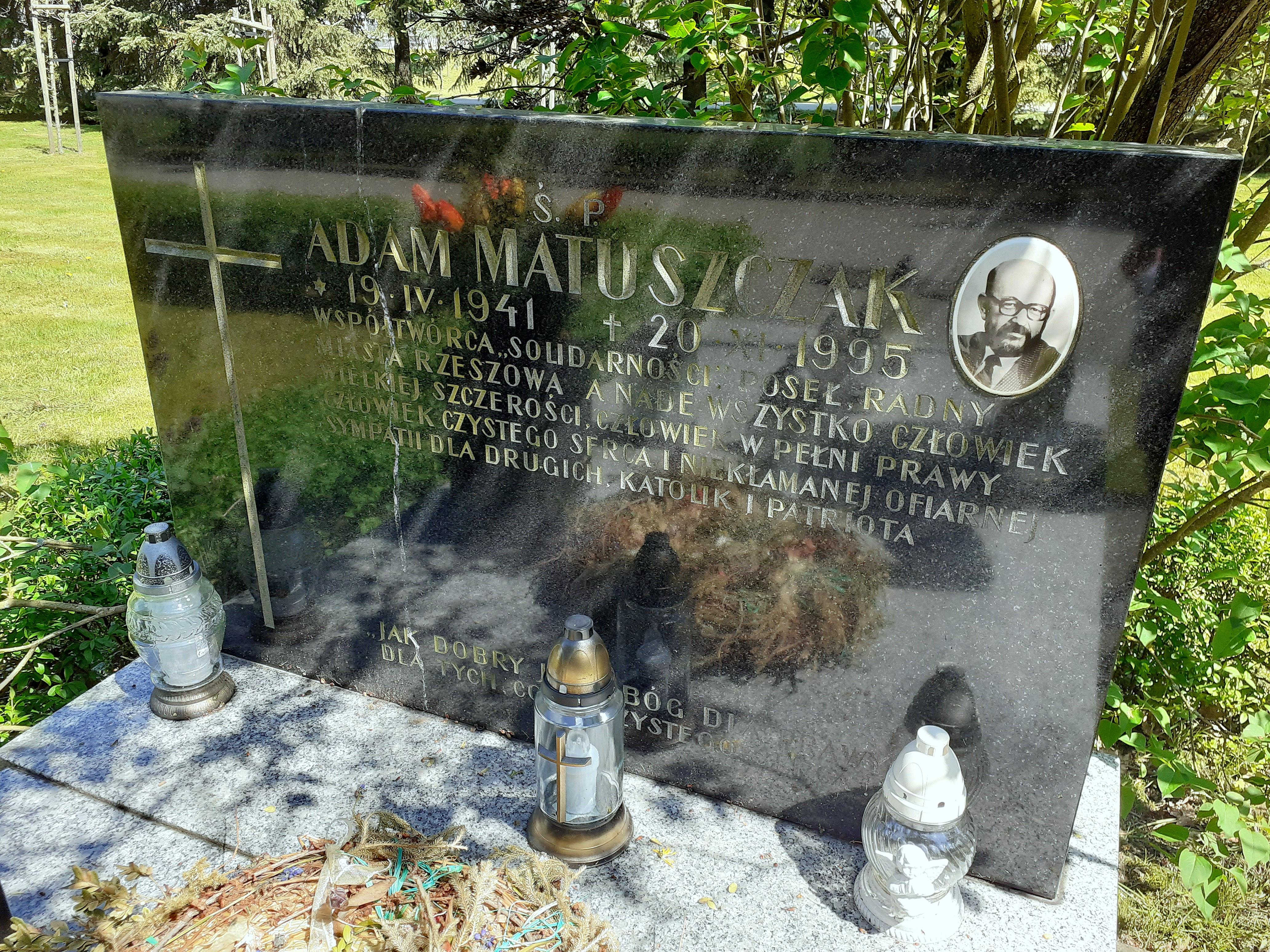
Grób Adama Matuszczaka

Adam Jerzy Matuszczak (ur. 19 kwietnia 1941 w Rzeszowie, zm. 20 listopada 1995 tamże) – polski polityk, inżynier, poseł na Sejm X i I kadencji (1989–1993).

## Życiorys
Syn Edmunda i Heleny. Ukończył w 1966 studia na Wydziale Mechanicznym Wyższej Szkoły Inżynierskiej w Rzeszowie. W latach 1958–1960 i 1966–1991 pracował w Wytwórni Sprzętu Komunikacyjnego „PZL-Rzeszów”, przez pierwsze dwa lata jako wiertacz, a po ukończeniu studiów jako konstruktor oprzyrządowania. W 1980 przystąpił do Niezależnego Samorządnego Związku Zawodowego „Solidarność”. Po wprowadzeniu stanu wojennego został internowany na ponad trzy miesiące, po zwolnieniu działał w podziemnych strukturach związku.
Z ramienia Komitetu Obywatelskiego sprawował mandat posła na Sejm X kadencji. Zasiadał także w Sejmie I kadencji z listy Wyborczej Akcji Katolickiej. Klub Zjednoczenia Chrześcijańsko-Narodowego opuścił po kilku miesiącach, współtworząc później Konwencję Polską. W 1993 organizował Bezpartyjny Blok Wspierania Reform w Rzeszowie, w 1994 uzyskał mandat radnego tego miasta.
Został pochowany w alei zasłużonych na Cmentarzu Wilkowyja w Rzeszowie. Odznaczony pośmiertnie Krzyżem Komandorskim Orderu Odrodzenia Polski (1995) oraz Krzyżem Wolności i Solidarności (2016). Został patronem jednej z rzeszowskich ulic.